# قلعه کاگلیوسترو
قلعه کالیوسترو (به ژاپنی: ルパン三世 カリオストロの城،  روپان سانسه: کاریوسترو نو شیرو) یک فیلم ماجراجویی/اکشن/کمدی ژاپنی به نویسندگی و کارگردانی هایائو میازاکی است که در ۱۵ دسامبر ۱۹۷۹ منتشر شد.
این فیلم، دومین فیلم از فرنچایز لوپن سوم ساختهٔ مانکی پانچ است که معمولاً به عنوان بهترین فیلم این فرنچایز نام برده می‌شود اما طرفداران این مجموعه کمی از تغییراتی که میازاکی به اخلاق شخصیت‌ها و فضای کلی داده است ناراضی هستند. آرسن لوپن سوم]در مانگا و همچنین فیلم‌ها و سریال‌های دیگر یک شخصیت حقه‌باز، آب‌زیرکاه و شهوت‌پرست است و بیشتر به یک ضدقهرمان می‌ماند، اما در این فیلم بسیار بالغانه رفتار می‌کند؛ بعضی هواداران دلیل این تغییر را بر پایه این می‌گذارند که این فیلم در فرنچایز لوپن سوم زمانی رخ می‌دهد که شخصیت‌ها بزرگ‌تر شده‌اند و لوپن اخلاق ناشیانه دوران جوانی خود را کنار گذاشته است.
این فیلم به عنوان اولین تجربه کارگردانی هایائو میازاکی در صنعت سینما به حساب می‌آید، البته لازم است ذکر شود او پیش از این فیلم سابقاً به عنوان یک انیماتور، نویسنده و کارگردان در استودیوهای توئی انیمیشن و تی‌ام‌اس انترتینمنت مشغول به کار بود و بر سری اول و دوم همین فرنچایز به نام‌های لوپن سوم قسمت ۱ و لوپن سوم: قسمت دو نیز کار کرده است.